# فرودگاه اسپارنا/فورت مک کوی
فرودگاه اسپارنا/فورت مک کوی (به انگلیسی: Sparta/Fort McCoy Airport) یک فرودگاه همگانی با کد یاتا CMY است که یک باند فرود آسفالت دارد و طول باند آن ۱۴۳۵ متر است. این فرودگاه در کشور ایالات متحده آمریکا قرار دارد و در ارتفاع ۲۵۵٫۱ متری از سطح دریا واقع شده است.